# 15. Luftwaffen-Feld-Division
La 15. Luftwaffen-Feld-Division  (15e division de campagne de la Luftwaffe) a été l'une des principales divisions de la Luftwaffe allemande durant la Seconde Guerre mondiale.
Cette division a été formée en octobre 1942 à Salsk  dans le sud de la Russie. En mars 1943, elle incorpore dans ses effectifs les restes de la 7. et de la 8. Luftwaffen-Feld-Division.
Comme plusieurs autres Luftwaffen-Feld-Division le 1er novembre 1943, la Division est prise en charge par la Heer à la suite de lourdes pertes. Elle est alors dissoute et les éléments rescapés sont absorbés par la 336. Infanterie-Division.

## Commandement

Drapeau du commandant d'une division aérienne

| Début         | Fin               | Grade           | Nom              |
| ------------- | ----------------- | --------------- | ---------------- |
| Octobre 1942  | Décembre 1942     | Generalleutnant | Alfred Mahnke    |
| Décembre 1942 | Janvier 1943      | Oberst          | Heinrich Conrady |
| Janvier 1943  | Février 1943      | Oberst          | Eberhard Dewald  |
| Février 1943  | 1er novembre 1943 | Generalleutnant | Willibald Spang  |

## Chef d'état-major
| Début         | Fin               | Grade | Nom                |
| ------------- | ----------------- | ----- | ------------------ |
| Novembre 1942 | Janvier 1943      | Major | Wolf               |
| Janvier 1943  | 1er novembre 1943 | Major | August Fischer-See |

## Rattachement
| Janvier 1943 - Février 1943 :   |  | Hoth                               | basé à Taganrog |
| Février 1943 - Mars 1943 :      |  | PanzerArmeeoberkommando (PzAOK) .4 | basé à Taganrog |
| Mars 1943 - Avril 1943 :        |  | XXIX. Armeekorps / Hollidt         | basé à Taganrog |
| Avril 1943 - Septembre 1943 :   |  | XXIX. Armeekorps / AOK .6          | basé à Taganrog |
| Septembre 1943 - Octobre 1943 : |  | XXXXIV. Armeekorps / AOK .6        | basé à Taganrog |

## Unités subordonnées
- Luftwaffen-Jäger-Regiment 29
- Luftwaffen-Jäger-Regiment 30
- Panzer-Jäger-Abteilung Luftwaffen-Feld-Division 15
- Luftwaffen-Artillerie-Regiment 15
- Luftwaffen-Pionier-Bataillon 15
- Radfahrer-Kompanie Luftwaffen-Feld-Division 15
- Luftnachrichten-Kompanie Luftwaffen-Feld-Division 15
- Kommandeur der Nachschubtruppen Luftwaffen-Feld-Division 15